# Winnertzia conorum
Winnertzia conorum är en tvåvingeart som beskrevs av Jean-Jacques Kieffer 1920. Winnertzia conorum ingår i släktet Winnertzia och familjen gallmyggor. Inga underarter finns listade i Catalogue of Life.